# CHINALCO (azienda)
La compagnia mineraria Aluminum Corporation of China Limited (nota anche con gli acronimi di CHINALCO o CHALCO) è l'unico produttore di allumina e maggiore produttore di alluminio della Repubblica popolare cinese e il secondo produttore mondiale di questo metallo. L'azienda cinese è quotata nelle borse di Shanghai, Tokyo e New York.
Ad aprile 2009, Chinalco è stata impegnata nell'acquisto di una quota delle azioni della compagnia mineraria anglo-australiana Rio Tinto Group, il primo produttore mondiale di alluminio e diretto concorrente, che versava in una grave crisi di liquidità dopo l'acquisto del produttore canadese Alcan.